# Ginecomastia
Ginecomastia es el agrandamiento patológico de una o ambas glándulas mamarias en el hombre.
Es la patología mamaria más frecuente en el sexo masculino. 

## Causas
También puede ser causada por hiperestrogenismo derivado de una patología hepática como la cirrosis, ya que el hígado no es capaz de metabolizar los estrógenos. Los varones sometidos a tratamiento con estrógenos pueden desarrollar acúmulos de grasa en forma de mama, lo que se conoce como pseudoginecomastia, si bien es frecuente que llegue a desarrollar verdaderas mamas. 
Los varones obesos también suelen desarrollar una pseudoginecomastia, normalmente en la pubertad desde los 11 o 14 años hasta los 20 o 21.
Las personas que padecen el 
síndrome de Klinefelter (trisomía de los cromosomas sexuales: 47XXY) también suelen desarrollar ginecomastia.

## Frecuencia
La ginecomastia es común entre niños recién nacidos debido a su exposición al estrógeno de la madre. También puede presentarse en los niños que están pasando por la pubertad. En ambos casos, generalmente desaparece por sí sola. En adultos, es más común en hombres mayores de 60 años.

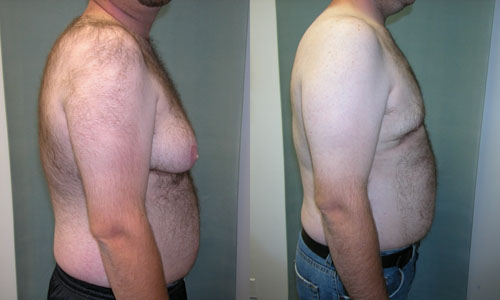
Vista de perfil de un cuadro de ginecomastia severa (izquierda) antes de intervención quirúrgica (derecha).

## Grados de ginecomastia
La ginecomastia se clasifica en grados. Esta diferenciación permite valorar la evolución del problema.
- Grado I - Se trata de la primera fase de ginecomastia. El aumento que se observa en los pezones no es muy pronunciado y además no se observa exceso de piel. El tejido glandular puede ser retirado con facilidad.
- Grado II - En esta fase ya es observable una hipertrofia moderada de las glándulas mamarias y el aumento puede venir acompañado de una acumulación de grasa en la región.
- Grado III - Presenta grasa y tejido glandular excesivo, así como flacidez y exceso de piel en el lugar. La intervención quirúrgica de la ginecomastia de grado III requiere una incisión externa en la areola, en la piel y también una reposición aréolo-papilar.

## Tratamiento
Una vez descartadas las enfermedades secundarias que puedan provocarla, puede resolverse con cirugía plástica o a veces con una liposucción simple. 
El cirujano plástico deberá determinar si es ginecomastia o pseudoginecomastia. Si el problema es de ginecomastia, existe un exceso de glándula mamaria y/o grasa que habrá que extirpar, y también se puede realizar una liposucción si la cantidad de tejido graso es importante.
Sin embargo, en el caso de una pseudoginecomastia no existe exceso de glándula mamaria, sino tan sólo acúmulos de grasa localizada por lo que la liposucción será el procedimiento elegido para la reducción del volumen mamario y contorneado del pecho.
En la ginecomastia puberal es conveniente esperar y si no se resuelve espontáneamente se extirpa quirúrgicamente. Se suele realizar mediante una técnica de cirugía endoscópica que permite explorar con detenimiento el seno y extirpar al mismo tiempo el tejido necesario. Los resultados suelen ser satisfactorios.
En ocasiones puede aparecer en personas que están tomando determinados medicamentos, como un efecto secundario de los mismos. Los fármacos que con más frecuencia presentan este problema son el empleo de inhibidores de la bomba de protones así como calcioantagonistas, digital, estrógenos, griseofulvina, isoniacida, finasterida, metildopa, fenitoína, espironolactona, cimetidina y los anabolizantes esteroideos.

## Intervención
La intervención se realiza mediante una incisión en la areola siguiendo la curva natural en forma de círculo desde donde el cirujano extrae la glándula mamaria que es la que provoca el exceso de volumen mamario. En algunos casos no es necesario la extracción y con una liposucción se succiona el exceso de grasa a través de una cánula. El tratamiento más común es la combinación de los dos.
La intervención tiene un tiempo medio de entre una y dos horas por mama. La hospitalización depende de la gravedad de la operación siendo muchas veces necesaria, y la anestesia suele ser general, ya que el procedimiento es parecido al extirpamiento de los pechos en las mujeres.

## Postoperatorio
Una vez realizada la operación es necesario guardar reposo absoluto durante las primeras 48 horas, donde el paciente se encuentra en una posición semireclinada. En este tiempo, es posible que el paciente sienta una molestia, muy parecida a la sensación de agujetas en el pecho. Las dos semanas siguientes, el paciente debe evitar o limitar las actividades físicas y hasta los 30 días es necesario llevar una faja quirúrgica.
Una vez pasados 30 días, el paciente puede volver a reanudar el ejercicio físico.

## Contraindicaciones
La intervención de ginecomastia está contraindicada para fumadores o personas con problemas con el alcoholismo, así como para personas con enfermedades cardiovasculares, autoinmunes, sistémicas o con problemas de coagulación.